# Геология
Геоло́гия (от др.-греч. γῆ «Земля» + λόγος «учение, наука») — совокупность наук о строении Земли (и других небесных тел), её происхождении и развитии, основанных на изучении геологических процессов, вещественного состава, структуры земной коры и литосферы всеми доступными методами с привлечением данных других наук и дисциплин.
Коротко геологию можно определить как науку о составе, строении и закономерностях развития Земли и других небесных тел.
Геология прошла длительный и сложный путь развития. Круг объектов её исследования расширялся, и распространился на всю Землю (науки о Земле) и объекты Солнечной системы. В геологии предметом исследования являются геологические объекты, их свойства, закономерности строения, взаиморасположения, происхождения и развития во времени и пространстве.
В 1934—1941 годах в СССР в средней школе существовал отдельный курс «геология». После войны за возвращение геологии в школы боролись профессора В. А. Обручев, В. А. Варсанофьева и другие геологи.

## Термин
Понятие «геология» первоначально означало земную науку (дословный перевод с греческого) в противоположность  теологии — духовной науке. В философском контексте термин «лат. geologiam» ещё в 1344 году использовал английский епископ Ричард де Бери (1287—1345) в конце 11 главы произведения лат. Philobiblon — «Любовь к книгам» (опубликована в Кёльне в 1473 году). Он указывал, что «геология … не может быть причислена к числу наук».
Первые использования термина геология для научных описаний относятся к:
- 1603  — Улиссе Альдрованди (The will)[11], для обозначения одного из царств природы — «земная наука»[12][13][14].
- 1657  — Меркель Эсхолт (Mikkel Pedersøn Escholt, 1600—1699) норвежский учёный, написал книгу «Geologica Norvegica»[3][15].
- 1661  — Robert Lovell (Πανορυκτολογια — Паноректология)
- 1687  — Fabrizio Sessa (Geologia), где объяснял, что Земля, а не звёзды, влияют на него и земные тела.
- 1690  — Erasmus Warren (Geologia, or A discourse concerning the Earth before the Deluge)
- 1700  — Detlev Clüver (Geologia sive philosophemata of Genesi ac structura globi terreni)
- 1755  — Джонсон, Сэмюэл впервые описал геологию в словаре английского языка[16]:

«Учение о Земле; знание состояния и природы Земли.»
- 1778  — Жан Андре Делюк писал[17]:

 «Я имею ввиду здесь под космологией только знание Земли, а не Вселенной. В этом смысле геология было бы правильным словом; но я не осмеливаюсь использовать его, потому что оно не используется.»
- 1779  — Орас Соссюр описал геологическое строение Альп.
- 1807  — основан клуб «Геологическое общество Лондона».
- 1830  — Чарлз Лайель в книге «Принципы геологии» (1830—1833) дал наиболее ясное для своего времени определение[18]:

«Геология — это наука, которая исследует последовательные изменения, которые произошли в органическом и неорганическом царствах природы; она исследует причины этих изменений и влияние, которое они оказывают на видоизменение поверхности и внешнего строения нашей планеты.»
Геологические науки долгое время обозначались понятием естественная история ископаемых тел. Академик М. В. Ломоносов (1711—1765) термин геология никогда не использовал.
Ближе всего к описательной геологии стоял термин «геогнозия» (от др.-греч. γῆ «Земля» + др.-греч. γνῶσις «познание, знание, наука» или геогностика). Это название для науки o минералах, рудах и горных породах было предложено немецкими учёными Г. Фюкселем (в 1761), уточнено и развито A. Г. Вернером (в 1780), в современном понимании — общая и динамическая геология. Им обозначили практические области геологии, изучавшие объекты, которые можно было наблюдать на поверхности, в отличие от чисто теоретической в то время геологии, которая занималась абстрактными представлениями о происхождении и истории Земли, её внутренним строением. В России термин геогнозия сохранялся до конца XIX века в названиях дисциплин и званий: «доктор минералогии и геогнозии» или «профессор минералогии и геогнозии». Например, В. В. Докучаев в 1883 году получил учёную степень доктора минералогии и геогнозии.
 В 1840-х годах «Геология и геогнозия» были тематическим разделом в Горном журнале. При этом геология, или землесловие рассматривалась в качестве теоретической и философской дисциплины для размышлений о строении Земли. В художественной литературе термины геолог и геология получили широкое распространение в 1862 году благодаря роману И. С. Тургенева Отцы и дети.

## Геологические науки
Современная геология — это крупный раздел знаний, охватывающий значительное число отдельных наук, каждая из которых имеет собственный объект изучения и пользуется своими методами исследования.
Геология объединяет целый комплекс наук о Земле, охватывающий многие уровни и типы организации вещества. Все эти науки связывает между собой представлением о пространственно-временных взаимоотношениях различных геологических тел, которые являются главным стержнем, становым хребтом этих наук.
- Наиболее полный список наук геологического цикла.

### Науки о земной коре
- Минералогия — раздел геологии, изучающий минералы, вопросы их генезиса, классификации.
- Петрология (петрография) — раздел геологии, изучающий магматические, метаморфические и осадочные горные породы — их описание, происхождение, состав, текстурно-структурные особенности, а также классификацию[3].
- Литология (петрография осадочных пород) — раздел геологии, изучающий осадочные породы.
- Структурная геология — раздел геологии, изучающий формы залегания геологических тел и нарушения земной коры.
- Гидрогеология — раздел геологии, изучающий подземные воды.
- Кристаллография — первоначально одно из направлений минералогии, в настоящее время скорее физическая дисциплина[3].

### Науки о современных геологических процессах
Или динамическая геология:
- Геотектоника — раздел геологии, изучающий строение земной коры (собственно геотектоника, неотектоника и экспериментальная тектоника).
- Вулканология — раздел геологии, изучающий вулканизм.
- Сейсмология — раздел геологии, изучающий геологические процессы при землетрясениях, сейсморайонирование.
- Геокриология (мерзлотоведение) — раздел геологии, изучающий многолетнемёрзлые породы.

### Науки об исторической последовательности геологических процессов
Или историческая геология:
- Историческая геология — отрасль геологии, изучающая данные о последовательности важнейших событий в истории Земли. Все геологические науки в той или иной степени имеют исторический характер, рассматривают существующие образования в историческом аспекте и занимаются в первую очередь выяснением истории формирования современных структур. История Земли делится на два крупнейших этапа — эона, по появлению организмов с твёрдыми частями, оставляющих следы в осадочных породах и позволяющих по данным палеонтологии провести определение относительного геологического возраста. С появлением ископаемых на Земле начался фанерозой — время открытой жизни, а до этого был криптозой или докембрий — время скрытой жизни. Геология докембрия выделяется в особую дисциплину, так как занимается изучением специфических, часто сильно и многократно метаморфизованных комплексов и имеет особые методы исследования.
- Палеонтология изучает древние формы жизни и занимается описанием ископаемых остатков, а также следов жизнедеятельности организмов.
- Стратиграфия — наука об определении относительного геологического возраста осадочных горных пород, расчленении толщ пород и корреляции различных геологических образований. Одним из основных источников данных для стратиграфии является палеонтологические определения[3].

### Прикладные дисциплины
- Геология полезных ископаемых изучает типы месторождений, методы их поисков и разведки. Делится на геологию нефти и газа, геологию угля и горючих сланцев, металлогению, геологию нерудных ископаемых (строительные материалы и т. п.).
- Инженерная геология — раздел геологии, изучающий взаимодействия геологической среды и инженерных сооружений[3],а также геологические процессы и их влияние на инженерно-хозяйственную деятельность.

### Смежные и прочие науки
В основном они связаны со смежными науками:
- Геохимия — раздел геологии, изучающий химический состав Земли, процессы, концентрирующие и рассеивающие(миграция химических элементов) химические элементы в различных сферах Земли.
- Геофизика — раздел геологии, изучающий физические свойства Земли, включающая также комплекс разведочных методов: гравиразведка, сейсморазведка, магниторазведка, электроразведка, радиометрия, геофизические исследования скважин.
- Петрофизика — прикладной раздел наук о Земле, находящийся на стыке геологии, геофизики, а также физики вещества. Петрофизика изучает различные физические свойства горных пород, взаимосвязи их между собой и с физическими полями Земли.
- Геобаротермометрия — наука, изучающая комплекс методов определения давления и температур образования минералов и горных пород.
- Микроструктурная геология — раздел геологии, изучающий деформацию пород на микроуровне, в масштабе зёрен минералов и агрегатов.
- Геодинамика — наука, изучающая эволюцию Земли в планетарном масштабе, связь процессов в ядре, мантии и земной коре
- Геохронология — раздел геологии, определяющий возраст пород и минералов.
- История геологии — раздел истории геологических знаний и горного дела.
- Агрогеология[англ.] — раздел геологии о поиске добыче и использовании агроруд в сельском хозяйстве, а также о минералогическом составе сельскохозяйственных почв.
- Геоморфология — смежная наука на стыке географии и геологии, изучающая процессы образования рельефа Земли (неровности земной поверхности), закономерности размещения месторождений полезных ископаемых, связанных с рельефом З.п.

Некоторые разделы современной геологии выходят за пределы Земли — космическая геология или планетология, космохимия, космология.

## Задачи геологии
Задачами геологии являются:
1. изучение тех явлений, которые совершаются на земной поверхности и видоизменяют её лик,
2. изучение строения земли,
3. изучение изменений физико-географических образований и органического мира, происходивших в течение истории земли и
4. установление закономерностей в геологических явлениях.

## Основные принципы и методы
Геология — наука историческая, и важнейшей её задачей является определение последовательности геологических событий. Для выполнения этой задачи с давних времён разработан ряд простых и интуитивно очевидных признаков временных соотношений пород.
- Принцип актуализма постулирует, что геологические силы, действующие в наше время, аналогично работали и в прежние времена. Джеймс Хаттон сформулировал принцип актуализма фразой «Настоящее — ключ к прошлому».
- Принцип первичной горизонтальности (англ. principle of original horizontality) утверждает, что морские осадки при их образовании, как правило, залегают горизонтально.
- Принцип суперпозиции (англ. the principle of superposition) заключается в том, что породы находящиеся в не нарушенном складчатостью и разломами залегании, следуют в порядке их образования, породы залегающие выше моложе, а те которые находятся ниже по разрезу — древнее.
- Принцип последовательности (англ. law of faunal succession) постулирует, что в одно и то же время в океане распространены одни и те же организмы. Из этого следует, что палеонтолог, определив набор ископаемых остатков в породе, может найти одновременно образовавшиеся породы.
- Принцип обеспечения непрерывности (англ. principle of lateral continuity) гласит, что строительный материал, образующий слои, растягивается по поверхности земли, если только какая-то другая масса его не ограничит.
- Интрузивные взаимоотношения представлены контактами интрузивных пород и вмещающих их толщ. Обнаружение признаков таких взаимоотношений (зоны закалки, даек и т. п.) однозначно указывает на то, что интрузия образовалась позже, чем вмещающие породы.
- Секущие взаимоотношения также позволяют определить относительный возраст. Если разлом рвёт горные породы, значит он образовался позже, чем они.
- Ксенолиты и обломки попадают в породы в результате разрушения своего источника, соответственно они образовались раньше вмещающих их пород, и могут быть использованы для определения относительного возраста.

Геологические науки используют описательный метод в изучении размещения и состава геологических тел, в том числе их форма, размер, взаимоотношение, последовательность залегания.

## Геологическое время
Геологическая временная шкала включает в себя историю Земли. Охватывает период с возникновения самого раннего твёрдого образования в Солнечной системе (4,57 млрд лет) и формирования Земли в начале Катархейского эона (4,54 млрд лет). Оканчивается шкала сегодняшним днём (эпохой голоцена).
Ч. Лайель в 1830 году ввёл понятие времени в геологию. Он превратил внезапные катастрофы в цепь длительных незначительных изменений:

Одним из следствий недостаточной количественной оценки прошедшего времени является кажущееся совпадение событий, не связанных между собой или настолько редких, что их одновременность невозможна по всем расчетам вероятностей.

### Ключевые геологические события
- 4,568 млрд лет назад — образование Солнечной системы.
- 4,54 млрд лет назад — аккреция Земли.
- 3,8 млрд лет назад — конец поздней тяжёлой бомбардировки, первая жизнь.
- 3,5 млрд лет назад — первый фотосинтез.
- 2,4-2 млрд лет назад — обогащение атмосферы кислородом, первый Ледниковый период.
- 900—630 млн лет назад — второй Ледниковый период.
- 540 млн лет назад — кембрийский взрыв, внезапное увеличение биоразнообразия; начало палеозоя.
- 360 млн лет назад — первые наземные позвоночные животные.
- 252 млн лет назад — массовое пермское вымирание, крупнейшее вымирание в истории Земли.
- 199,6 млн лет назад — триасово-юрское вымирание, одно из крупнейших вымираний мезозойской эры.
- 65,5 млн лет назад — мел-палеогеновое вымирание, последнее массовое вымирание уничтожившее динозавров; конец мезозоя и начало кайнозоя.
- 6 млн лет назад—настоящее время — гоминини:
  - 6 млн лет назад — появляются первые гоминини;
  - 4 млн лет назад — первые австралопитеки, прямые предки современных Людей;
  - 124 тысячи лет назад — в Восточной Африке появились первые Homo sapiens.

### Геохронологическая шкала
История Земли в хронологическом порядке, организованная в таблицу, известна как геохронологическая шкала. Шкала разбита на основе стратиграфического анализа на четыре интервала. Первый охватывает весь период от формирования Земли до настоящего времени. Каждая следующая шкала показывает самый последний сегмент предыдущего интервала, отмеченный звёздочками, в увеличенном масштабе.

### Геологический возраст
Геологическим событиям можно присвоить точную дату в конкретный момент времени — абсолютный возраст, или же они могут быть привязаны к определённым интервалам геохронологической шкалы — относительный возраст. Геологи используют различные методы, чтобы выявить как относительный так и абсолютный возраст геологических событий. До открытия метода радиоизотопного датирования (начало XX века), который предоставил возможность определения абсолютного возраста, геологи были в значительной степени ограничены использованием относительных методов датирования для определения возраста геологических событий. Хотя относительная датировка может определить только последовательный порядок событий, а не дату когда они происходят, она остается эффективным методом в особенности при наличии материалов лишенных радиоактивных изотопов. Геологические пласты, состоящие из горных пород, поверхностных отложений, окаменелостей и осадочных пород, используются для сопоставления одной стратиграфической единицы с другой. Относительный возраст обычно определяется палеонтологическим методом. Абсолютный возраст, как правило, основывается на физических или химических свойствах горных пород. Чаще всего определяется методом радиоизотопного датирования — по накоплению продуктов распада радиоактивных элементов, входящих в состав материала. Полученные данные показывают примерную дату возникновения каждого события, позиционируя его в определённую точку общей геологической шкалы, что очень важно в построении более точной последовательности.

## История геологии
Первые геологические наблюдения относятся к динамической геологии — это информация о землетрясениях, извержениях вулканов, размывании гор, перемещении береговых линий. Подобные высказывания встречаются в работах таких учёных как Пифагор, Аристотель, Плиний Старший, Страбон. Описание минералов и попытки классификации геологических тел встречаются у Аль-Бируни и Ибн Сины (Авиценны) в X—XI веках. Некоторые современные ученые считают, что современная геология началась в средневековом исламском мире.
В эпоху Возрождения геологические исследования проводили учёные Леонардо да Винчи и Джироламо Фракасторо. Они впервые предположили, что ископаемые раковины являются остатками вымерших организмов, а также, что история Земли длиннее библейских представлений. В конце XVII — начале XVIII века появилась общая теория Земли, которая получила название дилювианизма. По мнению учёных того времени осадочные породы и окаменелости в них образовались в результате всемирного потопа.
Во второй половине XVIII века резко возросли потребности в полезных ископаемых, что привело к изучению недр, в частности накоплению фактического материала, описанию свойств горных пород и условий их залегания, разработке приёмов наблюдения. Джеймс Хаттон, автор «Теории Земли», часто считается первым современным геологом. В то же время в России увидели свет геологические труды М. В. Ломоносова.
Основные подразделения современной стратиграфической шкалы были приняты официально в 1881 году в Болонье на 2-м Международном геологическом конгрессе. Первыми геологическими картами в России были работы Д. Лебедева и М. Иванова (карта Восточного Забайкалья, 1789—1794), Н. И. Кокшарова (Европейская Россия, 1840), Г. П. Гельмерсена («Генеральная карта горных формаций Европейской России», 1841).
Большую часть XIX века геология вращалась вокруг вопроса о точном возрасте Земли. Оценки варьировались от 100 000 до нескольких миллиардов лет. В начале XX века радиометрическое датирование позволило определить возраст Земли, оценка составила два миллиарда лет. В настоящее время известно, что возраст Земли составляет около 4,5 миллиардов лет.
Многотомное издание «Геологическая изученность СССР» обобщило литературу по регионам СССР до 1990 года.